# Dedulești, Argeș
Dedulești este un sat în comuna Morărești din județul Argeș, Muntenia, România.
Aflată pe drumul european E81, principala rută care leagă estul de vestul țării, în particular șoseaua care leagă Pitești de Râmnicu Vâlcea, ea a prilejuit crearea unui popas pentru șoferi, renumit pentru localurile unde se servesc preparate din carne, în special mici, de dimensiuni mai mari, având 80 g bucata.